# Смеречанський Емануїл Андрійович
Емануї́л (Мануї́л) Андрі́йович Смереча́нський (22 грудня 1888, м. Заліщики, нині Тернопільської області — 8 грудня 1978, м. Прага, нині Чехія) — педагог, народний різьбяр.

## Життєпис
Закінчив гімназію в м. Кіцмань (нині Чернівецька область). Працював учителем у с. Великий Березний (нині смт Закарпатської області).
Згодом переїхав до Праги; викладач німецької мови і прикладного мистецтва в технікумі у м. Колін (Чехія).
Працював у галузі різьби по дереву, використовуючи різноманітні орнаменти, декоративною плоскою різьбою, інкрустацією різнними породами дерева, рогом, металом, бісером тощо. Твори зберігаються у Музеї української культури в м. Свидник (Словаччина), де відбулась індивідуальна тематична виставка (1964–1966); у краєзнавчому музеї в м. Заліщики, приватних колекціях в Україні й Канаді.
У 1970 році гостював у родини в Заліщиках.
У 1979 році перепохований в Заліщиках у сімейному гробівці Мамалигів.

## Джерело
- В. Олійник. Смеречанський Емануїл (Мануїл) Андрійович // Тернопільський енциклопедичний словник : у 4 т. / редкол.: Г. Яворський та ін. — Тернопіль : Видавничо-поліграфічний комбінат «Збруч», 2010. — Т. 4 : А — Я (додатковий). — С. 573. — ISBN 978-966-528-318-8.